# Home (canção de Daughtry)
"Home" é uma canção da banda americana de rock Daughtry que foi lançado no seu álbum de estreia. O single conseguiu perdurar por várias semanas nas paradas americanas tornado-se uma das canções favoritas dos fãs.

## Produção
Chris Daughtry começou a escrever essa canção pouco antes de se inscrever no programa American Idol. A canção é sobre um cantor que é grato pelo que é mas lamenta o fato de estar longe da família. Então ele decidi retornar para casa, onde estara sempre cercado de amor, como diz no refrão:
"I don't regret this life I chose for me.
But these places and these faces are getting old
So I'm going home"
A compositora Deborah Lurie fez todos os arranjos para a música.

## Lançamentos
Depois de muita especulação foi finalmente confirmado que a canção seria mesmo o segundo single do álbum de estréia, noticia dada em um artigo do New York Times. No Reino Unido a canção foi liberada em 7 de janeiro de 2008 como o primeiro single do álbum ("It's Not Over" seria o primeiro no RU, mas o lançamento acabou sendo cancelado no último minuto).
| País           | Data                 |
| -------------- | -------------------- |
| Estados Unidos | 10 de abril de 2007  |
| Reino Unido    | 8 de janeiro de 2008 |

## Recepção e críticas
Chuck Taylor, da Billboard, chamou o single de "um poderoso hino do rock".
Em 6 de dezembro de 2007, "Home" foi nomeado para Best Pop Performance pelo Duo or Group With Vocal para o Grammy Awards.
A canção chegou a posição n° 75 na MTV Asia na lista do Top 100 Hits de 2007.
Em 8 de janeiro de 2008, o single venceu o People's Choice Award por "Favorite Rock Song".

### Comercial
"Home" ficou nas paradas da Hot 100 por semanas antes de ser lançada como single e tornou-se o segundo Single mais bem sucedido da banda, chegando a 5ª posição no Hot 100. A canção também chegou a posição n° 3 no iTunes. A canção acabou sendo baixado mais de 1,3 milhões de vezes na internet até hoje. O single foi certicicado Platina pela RIAA no final de janeiro de 2008.

### Paradas musicais
| Paradas (2007)                                | Melhor posição |
| --------------------------------------------- | -------------- |
| Canadá (Canadian Hot 100)                     | 5              |
| Canadá (Billboard AC)                         | 9              |
| Canadá (Billboard CHR/Top 40)                 | 11             |
| Canadá (Billboard Hot AC)                     | 1              |
| Países Baixos (Dutch Top 40)                  | 18             |
| Países Baixos (Single Top 100)                | 81             |
| Nova Zelândia (Recorded Music NZ)             | 23             |
| Suécia (Sverigetopplistan)                    | 52             |
| Reino Unido (OCC)                             | 190            |
| Estados Unidos (Billboard Hot 100)            | 5              |
| Estados Unidos (Billboard Adult Contemporary) | 1              |
| Estados Unidos (Billboard Adult Top 40)       | 1              |
| Estados Unidos (Billboard Christian Songs)    | 12             |
| Estados Unidos (Billboard Mainstream Top 40)  | 3              |